# Festivalul de Film de la Sofia
Festivalul Internațional de Film de la Sofia (Sofia Film Fest) (Bg.: Международен София Филм Фест, София Филм Фест) reunește anual filme, invitați, staruri de cinema, jurnaliști și cineaști din întreaga lume. Figurând în Top 50 al celor mai urmărite festivaluri, acesta găzduiește în luna martie unul dintre cele mai apreciate evenimente culturale / cinematografice din Europa, având la activ 14 ediții (din 1997).
Numeroase personalități din domeniul cinematografiei au participat până acum la acest festival, printre care: Wim Wenders, Volker Schlondorff, Katja Riemann și Karl Baumgartner (Germania), Alan Parker, Peter Greenaway, Terry Jones, Michael Palin, Tony Palmer și David Mackenzie (Marea Britanie), Nikita Mikhalkov, Andrei Konchalovsky, Karen Shakhnazarov și Bakhtyar Khudojnazarov (Rusia), Jiri Menzel, Jan Sverak, Jan Hrebejk și Petr Zelenka (Cehia), Emir Kusturica (Macedonia de Nord), Krzysztof Zanussi (Polonia), Otar Iosseliani (Georgia), Jean-Claude Carrière, Agnes Varda, Siegfried și Jacques Dorfmann (Franța), Assumpta Serna (Spania), Bent Hamer și Unni Straume (Norvegia), Jafar Panahi și Babak Payami (Iran), Jerry Schatzberg, Michael Wadleigh și Lech Kowalski (SUA), Jos Stelling (Olanda), Mika Kaurismaki (Finlanda), Friðrik Þór Friðriksson (Islanda), Lone Scherfig (Danemarca), Kornel Mundruczo (Ungaria), Goran Markovic, Goran Paskaljević, Radivoje Andric, Dusan Milic, Srđan Karanović și Srđan Dragojević (Serbia) și mulți alții.
Festivalul este organizat de administrația locală din Sofia în colaborare cu Ministerul Culturii, Palatul Național al Culturii, Centrul Național de Film, Televiziunea Națională Bulgară, cu sprijinul prgramului MEDIA al Comisiei Europene, plus alte instituții și sponsori naționali și internaționali.